# 洛坡河村
洛坡河村，中华人民共和国山东省济南市章丘市高官寨镇所辖的一个行政村。全行政村人口259户、983人。耕地面积2167亩。行政区划代码370181114217。